# Кароліна Фадік
Кароліна Фадик Матурана (ісп. Carolina Fadic Maturana; 27 лютого 1974, Сантьяго, Чилі — 12 жовтня 2002, там же) — чилійська акторка і телеведуча. 

## Особисте життя
У 1997 році Кароліна вийшла заміж за Габріеля дель Карріла (нар. у 1960-х), вони розлучилися в 2001 році, але офіційно розлучитися до смерті Фадік не встигли. У подружжя був син Педро дель Карріл Фадік (нар.1996).
Вранці 10 жовтня 2002 року, після сильного головного болю, Кароліна була доставлена в «Clínica Santa María», де з'ясувалося, що вона перенесла інсульт. В цей же день Фадік впала в кому через два дні, 12 жовтня 2002 року, 28-річної акторки не стало.